# Їхав козак за Дунай
«Їхав козак за Дунай» — український романс, автором якого вважають козака Харківського полку, філософа, поета Семена Климовського. Варіації пісні використали у своїй творчості Людвіг ван Бетховен, Карл Марія фон Вебер та інші композитори. Пісня популярна принаймні від середини XVIII століття.

## Сюжет
Окремі дослідники[хто саме?] відзначають можливість того, що пісня була написана козаком харківського полку як враження від невдалих турецьких походів Петра I, перший з яких відбувався в 1710 році, приблизно в час створення пісні[джерело?]. Герой не дуже впевнено обіцяє повернутись через три роки. Досить точно означено тривалість всіх тих походів. Саме три роки жорстоких військових дій[виправити стиль]. Проте число три може бути просто символом. «Дунай» у фольклорній традиції нерідко символізує просто ріку. Мотив розлуки козака з коханою дівчиною, образний лад пісні, характер мелодії дають підстави називати її романсом.

## Зарубіжні варіації
Пісня набула великої популярності в Російській імперії та тогочасній Західній Європі, перекладена німецькою й французькою мовами. В добу романтизму було написано чимало нових текстів, які виконувалися на мелодію «Їхав козак за Дунай». Серед них — популярні російські поети першої половини XIX ст., О. Мерзляков та О. Сомов. Композитори та варіації на теми української пісні:
- арія Лести в опері віденського композитора Ф. Кауера «Леста, дніпровська русалка» (1803),
- опера К. Кавоса «Козак-стихотворец» (1812),
- Пісня "Гей, соколи" (ймовірний автор - Томаш Падура),
- вірші юного О. Пушкіна «Козак»,
- вірш А. Дельвіга «Поляк»,
- дивертисмент «Гуляння на Воробйових горах» С. Давидова (1816),
- увертюра до опери «Сибірські невільники» (Otto mesi in due ore ossia Gli esiliati in Siberia) Г. Доніцетті:
- варіації для кларнета і струнного квартета Сигізмунда Ріттера фон Нейкома (Ор.8)
- для соло віолончелі, 2-х скрипок, альта i контрабаса Антоніна Рейхи (1805)
- концертний марш на теми українських пісень Даніеля Штайбельта  (1808)
- варіації для фортепіано Д. Ліндемана (1814)
- Адажіо, варіації і рондо (Ор.78) Йоганна Гуммеля
- варіації для фортепіано, (Op.40) Карла Марії фон Вебера  (1815)
- варіації для фортепіано (Ор.15, 1) Франтішека Лесселя
- варіації для фортепіано (Ор.841, 15) Карла Черні
- варіації для скрипки з оркестром О. Аляб'єва (1818)
- варіації для флейти і гітари Міхаеля Хенкеля (1818)
- фантазія для скрипки і фортепіано Адольфа Зонненфельда (G. Adolfson), Op.77
- варіації для струнного квартету П'єра Байо (1824)
- варіації для фортепіано Людвіга Бергера (1841)

У 1808 році прусський поет Х. Тідге був присутній у Чорному лісі під Баден-Баденом, де місцева знать влаштувала «садове свято», в якому брали участь і гості з Росії. Почувши пісню про розлуку козака й дівчини, Тідге здійснив вільну переробку тексту. З того часу німці вважають цю версію української пісні власним фольклорним твором. Вона стала відома під назвою «Schöne Minka, ich muß scheiden». Саме під цією назвою її двічі використав Бетховен.

## «Їхав козак за Дунай» і Бетховен
Через посла Росії у Відні графа А. Розумовського Людвіг ван Бетховен знайомився з українськими народними піснями, обробку однієї з них «Їхав козак за Дунай» включив до свого циклу «24 пісні різних народів» (1816) та використав у різних інструментальних варіаціях. Бетховен запозичив мелодію української народної пісні у записі С. Климовського зі збірки Яна Прача.
Композитор був у приятельських стосунках з Андрієм Розумовським, послом Росії в Австрії, який у своєму віденському палаці зберігав велику кількість музичних видань. Андрію Розумовському Бетховен присвятив п'яту та шосту симфонії. На його замовлення написав 3 квартети (7-й, 8-й та 9-й струнні квартети), які отримали назву «квартети Розумовського».
В обробці пісня «Їхав козак за Дунай» оновилася; голос, який її виконує, зазвучав у супроводі фортепіано, скрипки й віолончелі; притаманна оригіналові маршовість поступилася більш повільним і ніжним тонам. Вона відома в збірках Бетховена серед творів без номера опусу (Werke ohne Opuszahl) WoO 158 #16 (Folksong Setting: «Schöne Minka, ich muß scheiden» (Ukrainian-Cossack) WoO 158a; #16 of 23 continental folk songs). До цієї пісні Бетховен звертався двічі. Вдруге варіації на мелодію пісні «Їхав козак за Дунай» увійшли в опус 107 (десять варіацій на теми народних пісень для фортепіано та флейти) під номером 7 у 1820 році.

## Текст[6][7]
Їхав козак за Дунай,
Сказав: — Дівчино, прощай!
Ти, конику вороненький,
Неси да гуляй.
Постій, постій, козаче!
Твоя дівчина плаче;
З ким ти покидаєш —
Тільки подумай!
 — Білих ручок не ламай,
Ясних очей не стирай,
Мене з війни зо славою
К собі дожидай!
 — Не хочу я нічого,
Тілько тебе одного.
Ти будь здоров, мій миленький,
А все пропадай!
Свиснув козак на коня, —
Зоставайся, молода!
Я приїду, як не згину,
Через три года!
Тебе ж, мила, не забуду,
Поки жив на світі буду.
Коли умру на війні —
Поплач обо мні!

## Поширений варіант[8][9][10]
Їхав козак за Дунай, сказав: "Дівчино, прощай!
Ти, конику вороненький, неси та гуляй!"
Постій, постій, мій козаче, твоя дівчина плаче,
На кого ж ти покидаєш - тільки подумай.

Приспів:
Лучше було б, лучше було б не ходить,
Лучше було б, лучше було б не любить,
Лучше було б, лучше було б та й не знать,
Чим тепер, чим тепер забувать.

Вийшла, руки заломавши і тяженько заплакавши:
"Як ти мене покидаєш – тільки подумай!"
"Білих ручок не ламай, ясних очок не стирай;
Мене з війни із славою к собі дожидай".

Приспів.

"Не хочу я нічого, тільки тебе одного;
Ти будь здоров, мій миленький, а все пропадай".
Свиснув козак на коня: "Оставайся здорова!
Як не згину, то вернуся через три года!"

Приспів.

Їхав козак за Дунай, сказав: "Дівчино, прощай!
Ти, конику вороненький, скачи та гуляй!"

Приспів. (2)

## Публікації
Вперше опубліковано в пісеннику І. Гестенберга — Ф. Дітмара за 1797—1798 роки, незабаром у виданні: Ян Богумір Прач. Собраніе народныхъ русскихъ пѣсенъ съ ихъ голосами. 2-е вид. СПб, 1806.
Михайло Максимович вмістив її у своїй збірці «Малороссійскія пѣсни» (1827).
Протягом XIX століття пісня «Їхав козак за Дунай» друкувалася у багатьох пісенниках. 1860 року, вмістивши у збірці «Старосвітський бандуриста» твір С. Климовського, Микола Закревський зауважив, що ця пісня «відома всій освіченій Європі».
Деякі найновіші публікації:
1. Народні пісні в записах Степана Руданського. — Київ: Музична Україна, 1972. — 291 с. [Архівовано 7 грудня 2020 у Wayback Machine.]
2. Перлини української народної пісні / Упорядник Микола Гордійчук. — Київ: Музична Україна, 1991. — 383 с.
3. Пісні маминого серця / Упорядник Р. П. Радишевський. — Київ: Видавничий центр «Просвіта», 2006. — 351 с.
4. Пісенний вінок: Українські народні пісні з нотами / Упорядник А. Я. Михалко. — 3-тє видання, доповнене. — К. : Криниця, 2009. — 688 с.: іл., ноти. — ISMN 979-09007027-2-2. Сторінка 240 (ноти і текст).

С. Климовський став автором популярної пісні «Їхав козак за Дунай», яку дуже любили в Україні ще за його життя. Історію пісні, як і її біографію автора С. Климовського, досліджував видатний український літературознавець Г. Нудьга («Літературна Україна» за 6 серпня 1969 р.). Слова з нотами вперше надрукував у Петербурзі гітарист Жан-Батист Генглез у 1796 році. Під впливом пісні «Їхав козак за Дунай» написали свої твори українські поети Л. Боровиковський, Ст. Шпигоцький. Найповніший текст пісні подав Михайло Максимович у збірниках 1827 і 1834 рр. з такою приміткою: «Пісня ця та ще деякі, складені козаком Семеном Климовським, що жив близько 1724 року».